# Miguel Ángel Neira
Miguel Ángel Neira Pincheira, né le 9 octobre 1952 à Hualqui dans la province de Concepción, est un footballeur international chilien, évoluant au poste de milieu de terrain durant les années 1970 et 1980, devenu par la suite entraîneur.

## Biographie

### Carrière en club
Miguel Ángel Neira fait ses débuts professionnels en 1970 avec le Club Deportivo Huachipato avec qui il remporte le championnat en 1974. Deux ans plus tard, il rejoint l'Union Española avant d'être transféré en 1979 au Club Deportivo O'Higgins. Après trois saisons au sein du club, il signe son dernier contrat avec l'Universidad Católica avant de raccrocher les crampons en 1987.
Le milieu de terrain s'est constitué un palmarès solide en club puisqu'il a remporté quatre titres de champion du Chili et une Copa Chile, ainsi que d'autres titres nationaux.

### Carrière en équipe nationale
Il est sélectionné à 45 reprises en équipe du Chili entre 1976 et 1985, pour 4 buts inscrits. Il joue son premier match en équipe nationale le 6 octobre 1976 en amical contre l'Uruguay. Il dispute la Copa América 1979 avec sa sélection, qui atteint la finale de l'épreuve. Neira entre en jeu lors de la finale retour.
Il fait partie des 22 internationaux chiliens appelés à prendre part à la Coupe du monde de 1982. Lors du premier tour, il inscrit un but sur penalty lors de la défaite 3-2 face à l'Algérie. Il joue également sept rencontres de qualification pour les Coupes du monde 1982 et 1986.

## Palmarès
- Championnat du Chili (4) :
  - Champion en 1974 (avec Huachipato), 1977 (avec l'Union Española), 1984 et 1987 (avec l'Universidad Católica)

- Copa Chile (1) :
  - Vainqueur en 1983 avec l'Universidad Católica

- Copa de la Republica :
  - Vainqueur en 1984 avec l'Universidad Católica

- Trophée Ciudad de Palma :
  - Vainqueur en 1984 avec l'Universidad Católica

- Lauréat du prix du Footballeur chilien de l'année 1983